# De/Vision
De/Vision (Де/Вижън) е германска синтпоп група. Мнозинството от песните на De/Vision са с английски текстове, малка част са на немски. Звученето им е много мелодично и меланхолично, като често биват оприличавани на Депеш мод. Много от песните на групата са издадени и като самостоятелни сингли.

## История
Групата е основана през 1988 г. от четирима музиканти:
- Томас Адам – синтезатори, вокали, текстове
- Щефен Кет – вокали, композиране
- Маркус Гансерт, и
- Щефан Блендер.

Въпреки че никой от тях няма музикално образование, четиримата започват да дават израз на идеите си посредством електронни музикални инструменти, определяйки стила си като „soft techno“. Година след създаването си, De/Vision започват своите първи публични изяви на Goldene Krone в Дармщат, които биват записани. След одобрението, на което се радват записите, De/Vision постепенно започват да печелят популярност и решават да издадат първия си сингъл Your Hands On My Skin (1990). Сингълът е продуциран и разпространяван от основания от самата група лейбъл SPR (Synthetic Product Records). С излизането на сингъла и на винил, групата печели все повече фенове, но точно по това време един от съоснователите – Щефан Блендер, обявява, че напуска групата, поради лични причини. Въпреки това De/Vision продължават напред и през май 1991 г. са поканени да подгряват Camouflage, като вече стилът им е определян като „синт-поп“.
Първият лейбъл, който забелязва De/Vision, е Strange Way Records, с който групата подписва дългосрочен договор. Като първи сингъл, издаден от Strange Way, излиза Try To Forget (1993). Песента става клубен хит и не след дълго е последвана от първия албум на De/Vision – World Without End. Албумът получава противоречиви отзиви от критиката и същевременно подкрепата на феновете, които имат възможността да присъстват на множество концерти на De/Vision, като част от промотирането на World Without End. Вторият сингъл, Dinner Without Grace, дори надминава предшестващия го Try To Forget, като печели място на De/Vision в няколко радио-класации.
През 1995 г. излиза вторият албум на De/Vision – Unversed In Love, като за първи път групата реализира видеоклип към свой сингъл (Blue Moon). Въпреки че видеото остава незабелязано от телевизията, от WEA Records са впечатлени от песента. По същото време De/Vision тръгват на своето поредно турне, филмирано и издадено през 1996 г. под името Live Moments We Shared. Също така излиза и компилацията Antiquity, включваща неиздавани песни на групата.
Със записите на следващия албум на De/Vision, триото поема по нов път и сменя дотогавашния си продуцент. Fairyland? (1996) става първият албум на групата, в който към цялостното звучене са добавени и китари. Една от мечтите на De/Vision се сбъдва и албумът влиза в класацията на Media Control Charts. По традиция Fairyland? е последван от турне, а в края на годината излиза сингълът I Regret, бележещ нова промяна в стила на De/Vision. Ентусиазирани от успеха на албума и синглите към него, музикантите решават да подпишат с WEA Records.
Реализирайки записите по новия си албум, De/Vision решават отново да поемат в нова посока и експериментират със звука на цигулки, вплетени в иначе елекронното звучене на триото. Албумът Monosex (1998) предвещава успеха си още с първия сингъл от него – We Fly...Tonight, като групата вече се радва на вниманието на някои от музикалните телевизии. Strange Affection, вторият сингъл, става емблематичен за Monosex, въпреки че не се радва на място в класациите. През ноември излиза албумът Zehn, включващ най-доброто от записаните до момента композиции.
През пролетта на 1999 г. групата наема апартамент за студио за 2 месеца, като първоначалната идея е там да запишат новия си албум. В крайна сметка записите се оказват по-сложни отколкото е предвидено и албумът е завършен след 5 месеца. Така в началото на 2000 г. излиза Void, представящ отново различие в стила и звученето на De/Vision, наричано от тях самите „прогресив поп“. Сингълът Foreigner стига 76-а позиция – най-доброто постижение на групата до момента. Въпреки това, доста фенове на групата реагират негативно към Void, заради включването на барабанист по време на последвалото го турне. Този период е доста тежък за De/Vision, след като WEA Records не подновява договора им. Очакванията са, че това е краят на De/Vision, още повече, че Маркус напуска групата през август. Междувременно Щефен сътрудничи в транс проекта Green Court, под името Green Court Featuring DE/VISION. Резултатът е сингълът Shining. Песента става огромен хит, като стига първа позиция в денс класациите и достига 32-ро място в Media Control Charts. През това време, преговорите с различни музикални компании са увенчани с успех и скоро групата подписва с Drakkar Entertainment.
Трудностите, които срещат De/Vision, дават отражение в новите композиции, които са повече за слушане, отколкото за танцуване. Заради здравословни проблеми на Щефен, записите са отложени, но приятелството между двамата членове на групата става още по-силно и с нови сили през лятото на 2001 г. издават дългоочаквания албум Two. Част от промотирането на Two е и специално записан акустичен концерт на De/Vision, издаден по-късно и на CD.
През 2002 г. започва подготовката за нов албум, като преди това, като жест към феновете си, De/Vision издават двоен албум с ремикси. Албумът достига високи позиции в класациите, а междувременно групата продължава записите по Devolution (2003). Последвалото турне бива издадено под формата на live-CD. Още следващата година е реализиран и следващият албум на De/Vision – 6 Feet Underground (2004), отличаващ се с по-бавно и спокойно звучене. Албумът с оригинални композиции, Subkutan, излиза в началото на 2006 г., като още в края на годината феновете на групата са зарадвани с нов Best Of – албум.
През 2007 г. излиза албумът им Noob, като пилотен сингъл към него е Flavour Of The Week. Албумът е последван от турне, което обхваща Германия, Мексико, САЩ, Гърция както и промоционални събития включващи Щефен и Томас като диджеи. През това време първоначалният им лейбъл издава Da*Mals Worst Of компилация, която включва някои от най-ранните записи, които групата не е издала към момента.

## Дискография
- World Without End (1993)
- Unversed In Love (1995)
- Antiquity (1995)
- Fairyland? (1996)
- Fairylive (1997)
- Monosex (1998)
- Zehn (1998)
- Void (2000)
- Two (2001)
- Unplugged (2002)
- Remixed (2002)
- Live '95 & '96 (2002)
- Devolution (2003)
- Devolution Tour – Live (2003)
- 6 Feet Underground (2004)
- Subkutan (2006)
- Best Of De/Vision (2006)
- Noob (2007)
- Da*Mals (2007)
- Popgefahr (2010)